# Saison 2018-2019 de la LHJMQ
Saison précédente Saison suivante
La saison 2018-2019 est la 50e saison de hockey sur glace de la Ligue de hockey junior majeur du Québec. La saison régulière voit 18 équipes jouer 68 matchs chacune. Les Huskies de Rouyn-Noranda remportent la Coupe du président en battant en finale les Mooseheads d'Halifax.

## Contexte
Pour la première fois depuis la saison 2009-2010, les affrontements lors du premier tour des séries éliminatoire ne sont pas déterminés par le classement général de la ligue. Les membres du bureau des gouverneurs adoptent la formule de deux associations, Est et Ouest : dix clubs forment l’Association de l’Est qui est composée des divisions Est et Maritimes, tandis que huit forment celle de l’Ouest qui comprend les divisions Ouest et Centre. Ce sont toujours les 16 meilleures équipes du classement qui jouent les séries mais si moins de huit équipes sont qualifiées dans une association, la ou les dernières équipes de l'autre association y sont incorporées. Les équipes de la même association s’affrontent lors des deux premiers tours des séries.

## Saison régulière

### Classement
| Clt | Équipe                         | Division  | PJ | V  | D  | N | DP | BP  | BC  | Pts |
| --- | ------------------------------ | --------- | -- | -- | -- | - | -- | --- | --- | --- |
| 1   | Mooseheads d'Halifax           | Maritimes | 68 | 49 | 15 | 2 | 2  | 300 | 164 | 102 |
| 2   | Drakkar de Baie-Comeau         | Est       | 68 | 49 | 15 | 2 | 2  | 306 | 189 | 102 |
| 3   | Océanic de Rimouski            | Est       | 68 | 44 | 20 | 4 | 0  | 272 | 173 | 92  |
| 4   | Islanders de Charlottetown     | Maritimes | 68 | 40 | 21 | 4 | 3  | 233 | 211 | 87  |
| 5   | Screaming Eagles du Cap-Breton | Maritimes | 68 | 40 | 22 | 1 | 5  | 267 | 214 | 86  |
| 6   | Saguenéens de Chicoutimi       | Est       | 68 | 39 | 22 | 3 | 4  | 218 | 205 | 85  |
| 7   | Wildcats de Moncton            | Maritimes | 68 | 38 | 21 | 4 | 5  | 274 | 222 | 85  |
| 8   | Remparts de Québec             | Est       | 68 | 27 | 28 | 7 | 6  | 197 | 236 | 67  |
| 9   | Sea Dogs de Saint-Jean         | Maritimes | 68 | 13 | 49 | 2 | 4  | 169 | 364 | 32  |
| 10  | Titan d'Acadie-Bathurst        | Maritimes | 68 | 8  | 54 | 5 | 1  | 141 | 336 | 22  |

- En gras : champion d'association
- En italique : qualifié pour les séries éliminatoires

| Clt | Équipe                          | Division | PJ | V  | D  | N | DP | BP  | BC  | Pts |
| --- | ------------------------------- | -------- | -- | -- | -- | - | -- | --- | --- | --- |
| 1   | Huskies de Rouyn-Noranda        | Ouest    | 68 | 59 | 8  | 0 | 1  | 320 | 138 | 119 |
| 2   | Voltigeurs de Drummondville     | Centrale | 68 | 52 | 13 | 2 | 1  | 338 | 173 | 107 |
| 3   | Phœnix de Sherbrooke            | Centrale | 68 | 36 | 27 | 2 | 3  | 249 | 247 | 77  |
| 4   | Tigres de Victoriaville         | Centrale | 68 | 30 | 33 | 4 | 1  | 188 | 219 | 65  |
| 5   | Foreurs de Val-d'Or             | Ouest    | 68 | 25 | 36 | 4 | 3  | 186 | 283 | 57  |
| 6   | Armada de Blainville-Boisbriand | Ouest    | 68 | 26 | 40 | 2 | 0  | 196 | 270 | 54  |
| 7   | Olympiques de Gatineau          | Ouest    | 68 | 23 | 39 | 4 | 2  | 194 | 248 | 52  |
| 8   | Cataractes de Shawinigan        | Centrale | 68 | 14 | 49 | 2 | 3  | 188 | 347 | 33  |

- En gras et en italique : champion de la saison régulière
- En italique : qualifié pour les séries éliminatoires

### Meilleurs pointeurs
| Clt | Joueur                 | Équipe        | PJ | B  | A  | Pts | Pun |
| --- | ---------------------- | ------------- | -- | -- | -- | --- | --- |
| 1   | Peter Abbandonato (en) | Rouyn-Noranda | 68 | 29 | 82 | 111 | 14  |
| 2   | Alexis Lafrenière      | Rimouski      | 61 | 37 | 68 | 105 | 72  |
| 2   | Ivan Tchekhovitch      | Baie-Comeau   | 66 | 43 | 62 | 105 | 38  |
| 4   | Joseph Veleno          | Drummondville | 59 | 42 | 62 | 104 | 19  |
| 5   | Jeremy McKenna         | Moncton       | 68 | 45 | 52 | 97  | 35  |
| 6   | Jimmy Huntington (en)  | Rimouski      | 66 | 40 | 52 | 92  | 52  |
| 7   | Jakob Pelletier        | Moncton       | 65 | 39 | 50 | 89  | 24  |
| 8   | Nicolas Guay (en)      | Drummondville | 64 | 40 | 47 | 87  | 35  |
| 8   | Nathan Légaré (en)     | Baie-Comeau   | 68 | 45 | 42 | 87  | 52  |
| 10  | Samuel Asselin (en)    | Halifax       | 69 | 48 | 38 | 86  | 62  |

### Meilleurs gardiens
| Clt | Gardien               | Équipe        | PJ | Min   | V  | D  | DP | Bl | Moy  | %Arr |
| --- | --------------------- | ------------- | -- | ----- | -- | -- | -- | -- | ---- | ---- |
| 1   | Samuel Harvey (en)    | Rouyn-Noranda | 43 | 2 505 | 35 | 8  | 0  | 4  | 2,08 | 92,6 |
| 2   | Olivier Rodrigue (en) | Drummondville | 48 | 2 795 | 35 | 9  | 2  | 3  | 2,43 | 90,2 |
| 3   | Colten Ellis (en)     | Rimouski      | 46 | 2 649 | 27 | 15 | 2  | 3  | 2,47 | 91   |
| 4   | Tristan Côté-Cazenave | Victoriaville | 42 | 2 324 | 20 | 15 | 2  | 5  | 2,48 | 92   |
| 5   | Alexis Gravel         | Halifax       | 49 | 2 869 | 33 | 13 | 1  | 5  | 2,49 | 91,3 |

## Séries éliminatoires
La Coupe du président est remise à la meilleure équipe de la Ligue de hockey junior majeur du Québec. Seize équipes participent aux séries éliminatoires.
Les séries sont jouées au meilleur des sept matchs et sont organisées en fonction du classement général de la saison régulière. L'avantage de la glace est également déterminée par ce classement :
- Les 16 meilleures équipes sont qualifiées.
- Dans chaque association, les deux premières équipes sont les vainqueurs de division ; les six autres équipes sont ensuite classée selon leur nombre de points.

Au premier et au deuxième tour, les équipes s'affrontent dans leur association en fonction de leur classement. Au premier tour, la meilleure équipe rencontre la moins bien classées, la deuxième joue contre l'avant-dernière, la troisième contre la sixième et la quatrième contre la cinquième. Si moins de huit équipes sont qualifiées dans une association, la ou les dernières équipes de l'autre association y sont incorporées. Au deuxième tour, la meilleure affronte la moins bien classée, les deux suivantes se rencontrent.
Au troisième tour, les associations ne sont plus prises en compte et les quatre équipes se rencontrent en fonction du classement global. La finale oppose les deux vainqueurs et l'équipe qui la remporte est qualifiée pour la Coupe Memorial.
|  | Huitièmes de finale     | Huitièmes de finale             | Huitièmes de finale     | Huitièmes de finale            |    |                             | Quarts de finale | Quarts de finale | Quarts de finale | Quarts de finale |  |  | Demi-finales      | Demi-finales      | Demi-finales      | Demi-finales      |  |  | Finale         | Finale         | Finale         | Finale         |
|  |                         |                                 |                         |                                |    |                             |                  |                  |                  |                  |  |  |                   |                   |                   |                   |  |  |                |                |                |                |
|  | du 22 mars au 1er avril | du 22 mars au 1er avril         | du 22 mars au 1er avril | du 22 mars au 1er avril        |    |                             | du 5 au 11 avril | du 5 au 11 avril | du 5 au 11 avril | du 5 au 11 avril |  |  | du 19 au 24 avril | du 19 au 24 avril | du 19 au 24 avril | du 19 au 24 avril |  |  | du 2 au 11 mai | du 2 au 11 mai | du 2 au 11 mai | du 2 au 11 mai |
|  | O1                      | Huskies de Rouyn-Noranda        | 4                       | 4                              |    |                             | du 5 au 11 avril | du 5 au 11 avril | du 5 au 11 avril | du 5 au 11 avril |  |  | du 19 au 24 avril | du 19 au 24 avril | du 19 au 24 avril | du 19 au 24 avril |  |  | du 2 au 11 mai | du 2 au 11 mai | du 2 au 11 mai | du 2 au 11 mai |
|  | O1                      | Huskies de Rouyn-Noranda        | 4                       | 4                              |    |                             | du 5 au 11 avril | du 5 au 11 avril | du 5 au 11 avril | du 5 au 11 avril |  |  | du 19 au 24 avril | du 19 au 24 avril | du 19 au 24 avril | du 19 au 24 avril |  |  | du 2 au 11 mai | du 2 au 11 mai | du 2 au 11 mai | du 2 au 11 mai |
|  | O8                      | Cataractes de Shawinigan        | 2                       | 2                              |    |                             | du 5 au 11 avril | du 5 au 11 avril | du 5 au 11 avril | du 5 au 11 avril |  |  | du 19 au 24 avril | du 19 au 24 avril | du 19 au 24 avril | du 19 au 24 avril |  |  | du 2 au 11 mai | du 2 au 11 mai | du 2 au 11 mai | du 2 au 11 mai |
|  | O8                      | Cataractes de Shawinigan        | 2                       | 2                              | O1 | Huskies de Rouyn-Noranda    | 4                | 4                |                  |                  |  |  | du 19 au 24 avril | du 19 au 24 avril | du 19 au 24 avril | du 19 au 24 avril |  |  | du 2 au 11 mai | du 2 au 11 mai | du 2 au 11 mai | du 2 au 11 mai |
|  | du 22 au 29 mars        |                                 |                         |                                | O1 | Huskies de Rouyn-Noranda    | 4                | 4                |                  |                  |  |  | du 19 au 24 avril | du 19 au 24 avril | du 19 au 24 avril | du 19 au 24 avril |  |  | du 2 au 11 mai | du 2 au 11 mai | du 2 au 11 mai | du 2 au 11 mai |
|  |                         |                                 | O4                      | Tigres de Victoriaville        | 0  | 0                           |                  |                  |                  |                  |  |  | du 19 au 24 avril | du 19 au 24 avril | du 19 au 24 avril | du 19 au 24 avril |  |  | du 2 au 11 mai | du 2 au 11 mai | du 2 au 11 mai | du 2 au 11 mai |
|  | O2                      | Voltigeurs de Drummondville     | O4                      | Tigres de Victoriaville        | 0  | 0                           | 4                | 4                |                  |                  |  |  | du 19 au 24 avril | du 19 au 24 avril | du 19 au 24 avril | du 19 au 24 avril |  |  | du 2 au 11 mai | du 2 au 11 mai | du 2 au 11 mai | du 2 au 11 mai |
|  | O2                      | Voltigeurs de Drummondville     | du 5 au 12 avril        |                                |    |                             | 4                | 4                |                  |                  |  |  | du 19 au 24 avril | du 19 au 24 avril | du 19 au 24 avril | du 19 au 24 avril |  |  | du 2 au 11 mai | du 2 au 11 mai | du 2 au 11 mai | du 2 au 11 mai |
|  | O7                      | Olympiques de Gatineau          | 1                       | 1                              |    |                             |                  |                  |                  |                  |  |  | du 19 au 24 avril | du 19 au 24 avril | du 19 au 24 avril | du 19 au 24 avril |  |  | du 2 au 11 mai | du 2 au 11 mai | du 2 au 11 mai | du 2 au 11 mai |
|  | O7                      | Olympiques de Gatineau          | 1                       | 1                              | 1  | Huskies de Rouyn-Noranda    | 4                | 4                |                  |                  |  |  |                   |                   |                   |                   |  |  | du 2 au 11 mai | du 2 au 11 mai | du 2 au 11 mai | du 2 au 11 mai |
|  | du 22 au 29 mars        |                                 |                         |                                | 1  | Huskies de Rouyn-Noranda    | 4                | 4                |                  |                  |  |  |                   |                   |                   |                   |  |  | du 2 au 11 mai | du 2 au 11 mai | du 2 au 11 mai | du 2 au 11 mai |
|  |                         |                                 | 5                       | Océanic de Rimouski            | 2  | 2                           |                  |                  |                  |                  |  |  |                   |                   |                   |                   |  |  | du 2 au 11 mai | du 2 au 11 mai | du 2 au 11 mai | du 2 au 11 mai |
|  | O3                      | Phœnix de Sherbrooke            | 5                       | Océanic de Rimouski            | 2  | 2                           | 4                | 4                |                  |                  |  |  |                   |                   |                   |                   |  |  | du 2 au 11 mai | du 2 au 11 mai | du 2 au 11 mai | du 2 au 11 mai |
|  | O3                      | Phœnix de Sherbrooke            | du 19 au 28 avril       |                                |    |                             | 4                | 4                |                  |                  |  |  |                   |                   |                   |                   |  |  | du 2 au 11 mai | du 2 au 11 mai | du 2 au 11 mai | du 2 au 11 mai |
|  | O6                      | Armada de Blainville-Boisbriand | 3                       | 3                              |    |                             |                  |                  |                  |                  |  |  |                   |                   |                   |                   |  |  | du 2 au 11 mai | du 2 au 11 mai | du 2 au 11 mai | du 2 au 11 mai |
|  | O6                      | Armada de Blainville-Boisbriand | 3                       | 3                              | O2 | Voltigeurs de Drummondville | 4                | 4                |                  |                  |  |  |                   |                   |                   |                   |  |  | du 2 au 11 mai | du 2 au 11 mai | du 2 au 11 mai | du 2 au 11 mai |
|  | du 22 mars au 2 avril   |                                 |                         |                                | O2 | Voltigeurs de Drummondville | 4                | 4                |                  |                  |  |  |                   |                   |                   |                   |  |  | du 2 au 11 mai | du 2 au 11 mai | du 2 au 11 mai | du 2 au 11 mai |
|  |                         |                                 | O3                      | Phœnix de Sherbrooke           | 1  | 1                           |                  |                  |                  |                  |  |  |                   |                   |                   |                   |  |  | du 2 au 11 mai | du 2 au 11 mai | du 2 au 11 mai | du 2 au 11 mai |
|  | O4                      | Tigres de Victoriaville         | O3                      | Phœnix de Sherbrooke           | 1  | 1                           | 4                | 4                |                  |                  |  |  |                   |                   |                   |                   |  |  | du 2 au 11 mai | du 2 au 11 mai | du 2 au 11 mai | du 2 au 11 mai |
|  | O4                      | Tigres de Victoriaville         | du 5 au 10 avril        |                                |    |                             | 4                | 4                |                  |                  |  |  |                   |                   |                   |                   |  |  | du 2 au 11 mai | du 2 au 11 mai | du 2 au 11 mai | du 2 au 11 mai |
|  | O5                      | Foreurs de Val-d'Or             | 3                       | 3                              |    |                             |                  |                  |                  |                  |  |  |                   |                   |                   |                   |  |  | du 2 au 11 mai | du 2 au 11 mai | du 2 au 11 mai | du 2 au 11 mai |
|  | O5                      | Foreurs de Val-d'Or             | 3                       | 3                              | 1  | Huskies de Rouyn-Noranda    | 4                | 4                |                  |                  |  |  |                   |                   |                   |                   |  |  |                |                |                |                |
|  | du 22 mars au 2 avril   |                                 |                         |                                | 1  | Huskies de Rouyn-Noranda    | 4                | 4                |                  |                  |  |  |                   |                   |                   |                   |  |  |                |                |                |                |
|  |                         |                                 | 3                       | Mooseheads d'Halifax           | 2  | 2                           |                  |                  |                  |                  |  |  |                   |                   |                   |                   |  |  |                |                |                |                |
|  | E1                      | Mooseheads d'Halifax            | 3                       | Mooseheads d'Halifax           | 2  | 2                           | 4                | 4                |                  |                  |  |  |                   |                   |                   |                   |  |  |                |                |                |                |
|  | E1                      | Mooseheads d'Halifax            |                         |                                |    |                             |                  | 4                |                  |                  |  |  |                   |                   |                   |                   |  |  |                |                |                |                |
|  | E8                      | Remparts de Québec              | 3                       | 3                              |    |                             |                  |                  |                  |                  |  |  |                   |                   |                   |                   |  |  |                |                |                |                |
|  | E8                      | Remparts de Québec              | 3                       | 3                              | E1 | Mooseheads d'Halifax        | 4                | 4                |                  |                  |  |  |                   |                   |                   |                   |  |  |                |                |                |                |
|  | du 22 mars au 2 avril   |                                 |                         |                                | E1 | Mooseheads d'Halifax        | 4                | 4                |                  |                  |  |  |                   |                   |                   |                   |  |  |                |                |                |                |
|  |                         |                                 | E7                      | Wildcats de Moncton            | 0  | 0                           |                  |                  |                  |                  |  |  |                   |                   |                   |                   |  |  |                |                |                |                |
|  | E2                      | Drakkar de Baie-Comeau          | E7                      | Wildcats de Moncton            | 0  | 0                           | 3                | 3                |                  |                  |  |  |                   |                   |                   |                   |  |  |                |                |                |                |
|  | E2                      | Drakkar de Baie-Comeau          | du 5 au 12 avril        |                                |    |                             | 3                | 3                |                  |                  |  |  |                   |                   |                   |                   |  |  |                |                |                |                |
|  | E7                      | Wildcats de Moncton             | 4                       | 4                              |    |                             |                  |                  |                  |                  |  |  |                   |                   |                   |                   |  |  |                |                |                |                |
|  | E7                      | Wildcats de Moncton             | 4                       | 4                              | 2  | Voltigeurs de Drummondville | 2                | 2                |                  |                  |  |  |                   |                   |                   |                   |  |  |                |                |                |                |
|  | du 22 au 27 mars        |                                 |                         |                                | 2  | Voltigeurs de Drummondville | 2                | 2                |                  |                  |  |  |                   |                   |                   |                   |  |  |                |                |                |                |
|  |                         |                                 | 3                       | Mooseheads d'Halifax           | 4  | 4                           |                  |                  |                  |                  |  |  |                   |                   |                   |                   |  |  |                |                |                |                |
|  | E3                      | Océanic de Rimouski             | 3                       | Mooseheads d'Halifax           | 4  | 4                           | 4                | 4                |                  |                  |  |  |                   |                   |                   |                   |  |  |                |                |                |                |
|  | E3                      | Océanic de Rimouski             |                         |                                |    |                             |                  | 4                |                  |                  |  |  |                   |                   |                   |                   |  |  |                |                |                |                |
|  | E6                      | Saguenéens de Chicoutimi        | 0                       | 0                              |    |                             |                  |                  |                  |                  |  |  |                   |                   |                   |                   |  |  |                |                |                |                |
|  | E6                      | Saguenéens de Chicoutimi        | 0                       | 0                              | E3 | Océanic de Rimouski         | 4                | 4                |                  |                  |  |  |                   |                   |                   |                   |  |  |                |                |                |                |
|  | du 22 au 31 mars        |                                 |                         |                                | E3 | Océanic de Rimouski         | 4                | 4                |                  |                  |  |  |                   |                   |                   |                   |  |  |                |                |                |                |
|  |                         |                                 | E5                      | Screaming Eagles du Cap-Breton | 1  | 1                           |                  |                  |                  |                  |  |  |                   |                   |                   |                   |  |  |                |                |                |                |
|  | E4                      | Islanders de Charlottetown      | E5                      | Screaming Eagles du Cap-Breton | 1  | 1                           | 2                | 2                |                  |                  |  |  |                   |                   |                   |                   |  |  |                |                |                |                |
|  | E4                      | Islanders de Charlottetown      |                         |                                |    |                             |                  | 2                |                  |                  |  |  |                   |                   |                   |                   |  |  |                |                |                |                |
|  | E5                      | Screaming Eagles du Cap-Breton  | 4                       | 4                              |    |                             |                  |                  |                  |                  |  |  |                   |                   |                   |                   |  |  |                |                |                |                |
|  | E5                      | Screaming Eagles du Cap-Breton  | 4                       | 4                              |    |                             |                  |                  |                  |                  |  |  |                   |                   |                   |                   |  |  |                |                |                |                |
|  |                         |                                 |                         |                                |    |                             |                  |                  |                  |                  |  |  |                   |                   |                   |                   |  |  |                |                |                |                |

## Équipes d'étoiles
La ligue sélectionne trois équipes d'étoiles dont une pour les recrues.

### Première équipe
- Gardien de but : Samuel Harvey, Huskies de Rouyn-Noranda
- Défenseur : Charles-Édouard D'Astous, Océanic de Rimouski
- Défenseur : Noah Dobson, Titan d'Acadie-Bathurst et Huskies de Rouyn-Noranda
- Attaquant : Alexis Lafrenière, Océanic de Rimouski
- Attaquant : Joseph Veleno, Voltigeurs de Drummondville
- Attaquant : Peter Abbandonato, Huskies de Rouyn-Noranda

### Deuxième équipe
- Gardien de but : Tristan Côté-Cazenave, Tigres de Victoriaville
- Défenseur : Nicolas Beaudin, Voltigeurs de Drummondville
- Défenseur : Jared McIsaac, Mooseheads d'Halifax
- Attaquant : Ivan Tchekhovitch, Drakkar de Baie-Comeau
- Attaquant : Samuel Asselin, Mooseheads d'Halifax
- Attaquant : Jimmy Huntington, Océanic de Rimouski

### Équipes des recrues
- Gardien de but : Fabio Iacobo, Tigres de Victoriaville
- Défenseur : Jordan Spence, Wildcats de Moncton
- Défenseur : Lukas Cormier, Islanders de Charlottetown
- Attaquant : Hendrix Lapierre, Saguenéens de Chicoutimi
- Attaquant : Egor Serdiouk, Tigres de Victoriaville
- Attaquant : Mikhaïl Abramov, Tigres de Victoriaville

## Trophées
Cinq récompenses collectives et dix-neuf individuelles sont décernées.

### Récompenses collectives
- Coupe du président (champions des séries éliminatoires) : Huskies de Rouyn-Noranda
- Trophée Jean-Rougeau (champions de la saison régulière) : Huskies de Rouyn-Noranda
- Trophée Robert-Lebel (meilleure moyenne de buts encaissés) : Huskies de Rouyn-Noranda
- Trophée Luc-Robitaille (meilleure moyenne de buts marqués) : Voltigeurs de Drummondville
- Trophée Jean-Sawyer (meilleure direction marketing) : Phœnix de Sherbrooke

### Récompenses individuelles
- Trophée Jean-Béliveau (meilleur pointeur : Peter Abbandonato, Huskies de Rouyn-Noranda
- Trophée Jacques-Plante (meilleure moyenne de buts encaissés) : Samuel Harvey, Huskies de Rouyn-Noranda
- Trophée Michel-Bergeron (recrue offensive de l'année) : Hendrix Lapierre, Saguenéens de Chicoutimi[8]
- Trophée Frank-J.-Selke (joueur le plus gentilhomme) : Peter Abbandonato, Huskies de Rouyn-Noranda
- Trophée Michel-Brière (meilleur joueur) : Alexis Lafrenière, Océanic de Rimouski
- Trophée Émile-Bouchard (défenseur de l'année) : Charles-Édouard D'Astous, Océanic de Rimouski
- Trophée Guy-Lafleur (meilleur joueur des séries éliminatoires) : Noah Dobson, Huskies de Rouyn-Noranda
- Trophée Michael-Bossy (meilleur espoir) : Raphaël Lavoie, Mooseheads d'Halifax
- Trophée Raymond-Lagacé (recrue défensive de l'année) : Jordan Spence, Wildcats de Moncton[9]
- Trophée Marcel-Robert (meilleur étudiant) : Matthew Welsh, Islanders de Charlottetown
- Trophée Paul-Dumont (personnalité de l'année) : Alexis Lafrenière, Océanic de Rimouski
- Trophée John-Horman (administrateur de l'année) : Étienne Fortier, Drakkar de Baie-Comeau
- Recrue de l'année (meilleure recrue) : Jordan Spence, Wildcats de Moncton
- Trophée Ron-Lapointe (meilleur entraîneur) : Mario Pouliot, Huskies de Rouyn-Noranda
- Plaque Kia (plus grande implication dans la communauté) : Charles-Édouard D'Astous, Océanic de Rimouski
- Trophée Kevin-Lowe (meilleur défenseur défensif) : Jacob Neveu, Huskies de Rouyn-Noranda
- Trophée Guy-Carbonneau (meilleur attaquant défensif) : Félix Lauzon, Voltigeurs de Drummondville [10]
- Trophée Maurice-Filion (directeur général de l'année) : Mario Pouliot, Huskies de Rouyn-Noranda
- Trophée Denis-Arsenault (conseiller pédagogique de l'année) : Lucie Landry, Huskies de Rouyn-Noranda